# بيل إلياس
بيل إلياس (بالإنجليزية: Bill Elias)‏ هو لاعب كرة قدم أمريكية أمريكي، ولد في 15 مارس 1923 في مارتينز فيري في الولايات المتحدة، وتوفي في 28 يونيو 1998.